# Championnats d'Europe d'athlétisme en salle 1982
Navigation
Les 13e Championnats d'Europe d'athlétisme en salle se sont déroulés les 6 et 7 mars 1982 au Palais des sports de Milan, en Italie. 23 épreuves figurent au programme (13 masculines et 10 féminines).

## Résultats

### Hommes
| Épreuves         | Or                                     | Argent                                  | Bronze                              |
| 60 m             | Marian Woronin (POL) 6 s 61            | Valentin Atanasov (BUL) 6 s 62          | Bernard Petitbois (FRA) 6 s 66      |
| 200 m            | Erwin Skamrahl (FRG) 21 s 20           | István Nagy (HUN) 21 s 41               | Michele Di Pace (ITA) 21 s 52       |
| 400 m            | Pavel Konovalov (URS) 47 s 04          | Sándor Újhelyi (HUN) 47 s 14            | Benjamín González (ESP) 47 s 41     |
| 800 m            | Antonio Páez (ESP) 1 min 48 s 02       | Klaus-Peter Nabein (FRG) 1 min 48 s 31  | Colomán Trabado (ESP) 1 min 48 s 35 |
| 1 500 m          | José Luis González (ESP) 3 min 38 s 70 | José Manuel Abascal (ESP) 3 min 38 s 91 | Antti Loikkanen (FIN) 3 min 39 s 62 |
| 3 000 m          | Patriz Ilg (FRG) 7 min 53 s 50         | Alberto Cova (ITA) 7 min 54 s 12        | Valeriy Abramov (URS) 7 min 54 s 46 |
| 60 mètres haies  | Aleksandr Puchkov (URS) 7 s 73         | Plamen Krastev (BUL) 7 s 74             | Karl-Werner Dönges (FRG) 7 s 80     |
| 5 000 m marche   | Maurizio Damilano (ITA) 19 min 19 s 93 | Carlo Mattioli (ITA) 20 min 06 s 91     | Martin Toporek (AUT) 20 min 19 s 47 |
| Saut en hauteur  | Dietmar Mögenburg (FRG) 2,34 m         | Janusz Trzepizur (POL) 2,32 m           | Roland Dalhäuser (SUI) 2,32 m       |
| Saut à la perche | Viktor Spasov (URS) 5,70 m             | Konstantin Volkov (URS) 5,65 m          | Władysław Kozakiewicz (POL) 5,60 m  |
| Saut en longueur | Henry Lauterbach (GDR) 7,86 m          | Rolf Bernhard (SUI) 7,83 m              | Giovanni Evangelisti (ITA) 7,83 m   |
| Triple saut      | Béla Bakosi (HUN) 17,13 m              | Gennadiy Valyukevich (URS) 16,87 m      | Nikolay Musiyenko (URS) 16,82 m     |
| Lancer du poids  | Vladimir Milić (YUG) 20,45 m           | Remigius Machura (TCH) 20,07 m          | Jovan Lazarević (YUG) 19,65 m       |

### Femmes
| Épreuves         | Or                                       | Argent                             | Bronze                               |
| 60 m             | Marlies Göhr (GDR) 7 s 11                | Sofka Popova (BUL) 7 s 19          | Wendy Hoyte (GBR) 7 s 27             |
| 200 m            | Gesine Walther (GDR) 22 s 80             | Yelena Kelchevskaya (URS) 23 s 35  | Heidi-Elke Gaugel (FRG) 23 s 39      |
| 400 m            | Jarmila Kratochvílová (TCH) 49 s 59 (RM) | Dagmar Rübsam (GDR) 51 s 18        | Gaby Bussmann (FRG) 51 s 57          |
| 800 m            | Doina Melinte (ROU) 2 min 00 s 39        | Martina Steuk (GDR) 2 min 01 s 07  | Jolanta Januchta (POL) 2 min 01 s 24 |
| 1 500 m          | Gabriella Dorio (ITA) 4 min 04 s 01      | Brigitte Kraus (FRG) 4 min 04 s 22 | Beate Liebich (GDR) 4 min 06 s 70    |
| 3 000 m          | Agnese Possamai (ITA) 8 min 53 s 77      | Maricica Puica (ROU) 8 min 54 s 26 | Paula Fudge (GBR) 8 min 56 s 96      |
| 60 mètres haies  | Kerstin Knabe (GDR) 7 s 98               | Bettine Gärtz (GDR) 8 s 00         | Yordanka Donkova (BUL) 8 s 09        |
| Saut en hauteur  | Ulrike Meyfarth (FRG) 1,99 m             | Andrea Bienias (GDR) 1,99 m        | Katalin Sterk (HUN) 1,.99 m          |
| Saut en longueur | Sabine Everts (FRG) 6,70 m               | Karin Hänel (FRG) 6,54 m           | Vali Ionescu (ROU) 6,52 m            |
| Lancer du poids  | Verzhinia Veselinova (BUL) 20,19 m       | Helena Fibingerová (TCH) 19,24 m   | Natalya Lisovskaya (URS) 18,50 m     |

## Tableau des médailles
| Rang | Nation               | Or | Argent | Bronze | Total |
| ---- | -------------------- | -- | ------ | ------ | ----- |
| 1    | Allemagne de l'Ouest | 5  | 3      | 2      | 10    |
| 2    | Allemagne de l'Est   | 4  | 4      | 2      | 10    |
| 3    | Union soviétique     | 3  | 3      | 3      | 9     |
| 4    | Italie               | 3  | 2      | 2      | 7     |
| 5    | Espagne              | 2  | 1      | 2      | 5     |
| 6    | Bulgarie             | 1  | 3      | 1      | 5     |
| 7    | Hongrie              | 1  | 2      | 1      | 4     |
| 8    | Tchécoslovaquie      | 1  | 2      | 0      | 3     |
| 9    | Pologne              | 1  | 1      | 2      | 4     |
| 10   | Roumanie             | 1  | 1      | 1      | 3     |
| 11   | Yougoslavie          | 1  | 0      | 1      | 2     |
| 12   | Suisse               | 0  | 1      | 1      | 2     |
| 13   | Royaume-Uni          | 0  | 0      | 2      | 2     |
| 14   | Autriche             | 0  | 0      | 1      | 1     |
| 14   | Finlande             | 0  | 0      | 1      | 1     |
| 14   | France               | 0  | 0      | 1      | 1     |